# Brady (Texas)
Brady is een plaats (city) in de Amerikaanse staat Texas, en valt bestuurlijk gezien onder McCulloch County.

## Demografie
Bij de volkstelling in 2000 werd het aantal inwoners vastgesteld op 5523.
In 2006 is het aantal inwoners door het United States Census Bureau geschat op 5396, een daling van 127 (-2,3%).

## Geografie
Volgens het United States Census Bureau beslaat de plaats een oppervlakte van
29,8 km², waarvan 23,8 km² land en 6,0 km² water.

## Plaatsen in de nabije omgeving
De onderstaande figuur toont nabijgelegen plaatsen in een straal van 48 km rond Brady.